# Streblosoma latitudinis
Streblosoma latitudinis är en ringmaskart som beskrevs av Anne D. Hutchings och Murray 1984. Streblosoma latitudinis ingår i släktet Streblosoma och familjen Terebellidae. Inga underarter finns listade i Catalogue of Life.